# كوريتيبا
كوريتيبا (Curitiba) هي عاصمة ولاية بارانا في جنوب البرازيل. كوريتيبا هي أكبر واحدة من أهم المدن في جنوب البرازيل، فالمدينة هي ثقافية وسياسية واقتصادية المركز.

## المدينة
البرتغالي الذي اسس في 1693 قرية اعطتها اسم «سيدة ضوء في غابات الصنوبر» ("Vila da Nossa Senhora da Luz dos Pinhais"). وتم تغيير الاسم إلى «كوريتيبا» في 1721. كوريتيبا أصبح رسميا مدينة في 1842. موجات الأوروبية بدأت المهاجرين القادمين بعد 1850، معظمهم من ألمانيا إيطاليا، بولندا وأوكرانيا، وتلقى أيضا من الناس اليابان والعرب واليهود.
كوريتيبا ويحمل شهادة الماجستير في تخطيط النقل، الذي يشمل الطرق الرئيسية في شوارع إحدى الحافلات المخصصه لنظام النقل السريع. الباصات طويلة، وتنقسم إلى ثلاثة اقسام (بي بوضوح)، وتتوقف عند ارتفاع معين انابيبها يكتمل وصول المعوقين، ليس هناك سوى سعر واحد مهما كان بعيدا لكم لكم الاجر والسفر في حافلات. النظام الذي تستخدمه 85 ٪ من سكان كوريتيبا، هي مصدر الهام لترانسميلينيو في بوغوتا، كولومبيا، وكذلك البرتقال خط لوس انجلس، كاليفورنيا، وعلى مستقبل نظام النقل في مدينة بنما، المدينة كما أولت عنايه ورعايه الحفاظ على المساحات الخضراء
والتفاخر 54 متر مربع من المساحات الخضراء لكل ساكن.

## توأمة
لكوريتيبا اتفاقيات توأمة مع كل من:
- هيميجي
- أكوريري [11]
- أسونسيون
- باهيا بلانكا
- قلمرية
- قرطبة
- كراكوف
- ديربان [12]
- غوادالاخارا
- هانغتشو
- جاكسونفيل
- مونتفيدو
- ليون
- سانتا كروز دي لا سييرا
- أورلاندو (1996 -)[13]
- بورت إليزابيث
- سوون
- تريفيزو
- قرطبة
- كوبنهاغن
- سانتو دومينغو

## أعلام
- لوري ساندري
- تياجو نيفيز
- ريكاردو زونتا
- واشنطن سيزار سانتوس
- ألكسندر دي أوليفيرا
- ويلسون مارتينز
- أدريانو كوريا
- بيسالي جوناس هينريك
- تياغو كيونيك
- مارجوري إستيانو